# 赫曼·尼克
赫曼·尼克（Hermann Necke，1850年11月8日—1912年2月15日）是德國的浪漫主義作曲家。代表作是舞曲『郵遞馬車』（Csikós Post）。

## 作品
從作品編號可知生涯作曲將近300曲，有許多小奏鳴曲等鋼琴小品傳世，以『郵遞馬車』的作曲者而知名。

## 脚注
1. ↑  1895年，出版鋼琴連彈曲「Klänge aus Ungarn」Op.286。

## 外部連結
- 赫曼·尼克的免费乐谱，由国际乐谱典藏计划提供